# Friedrich Wilhelm von Hohenzollern

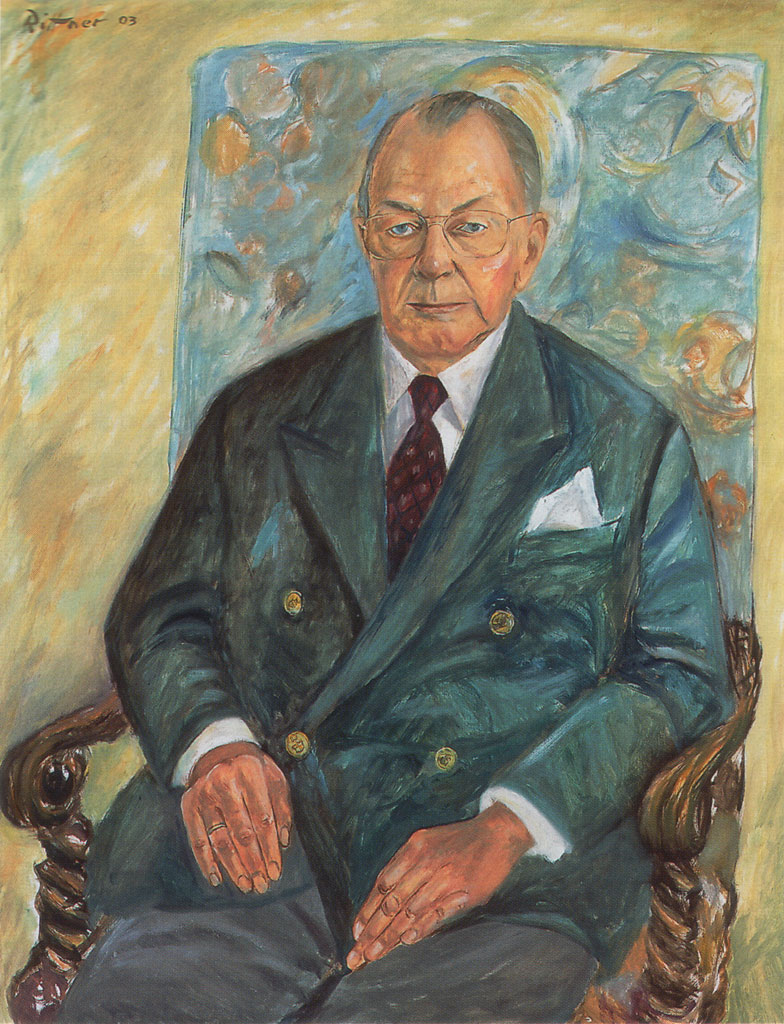
Retrato com Günter Rittner, 2003

Friedrich Wilhelm Fürst von Hohenzollern (3 de fevereiro de 1924 - 16 de setembro de 2010) foi um nobre e aristocrata alemão.
Ele se tornou o chefe da Casa de Hohenzollern em 6 de fevereiro de 1965 após a morte de seu pai, o príncipe Friedrich, e permaneceu assim até sua morte em 16 de setembro de 2010.

De acordo com as leis de sucessão romenas da última Constituição democrática do reino de 1923, os descendentes de Friedrich Wilhelm têm direito ao trono da Romênia desde 2017, quando o antigo rei Michael morreu.